# 国立病院機構とくしま医療センター西病院
独立行政法人国立病院機構とくしま医療センター西病院（どくりつぎょうせいほうじんこくりつびょういんきこう・とくしまいりょうせんたー）は、徳島県吉野川市鴨島町敷地にある独立行政法人国立病院機構が運営する病院である。政策医療分野における神経・筋疾患の基幹医療施設であり、骨・運動器疾患も手がける。病院の南側に徳島県立鴨島支援学校が所在する。

## 沿革
- 1939年 傷痍軍人徳島療養所として創設。
- 1945年 厚生省に移管し、国立徳島療養所として発足。
- 1950年3月26日 - 昭和天皇が病院に行幸（昭和天皇の戦後巡幸）[1]。
- 1980年 国立療養所徳島病院と改称。
- 2000年 徳島県における難病拠点病院の指定を受ける。
- 2001年1月6日 厚生労働省に移管。
- 2004年4月1日 独立行政法人国立病院機構徳島病院となる。
- 2013年10月1日 新病棟へ移転。病棟数が5病棟となる。
- 2024年4月1日　国立病院機構とくしま医療センター西病院と改称。

## 診療科目
- 内科
- 消化器科
- 神経内科
- 小児科
- 整形外科
- 専門外来
  - スポーツ整形
  - 摂食・嚥下・栄養サポート
  - パーキンソン病
- 神経･難病療養相談室（徳島県難病ネットワーク事業）
- 筋ジストロフィー相談窓口
- 放射線科

## 交通
- JR徳島線「鴨島駅」より自動車で約7分
- 徳島市内より国道192号を経由し西へ約20kmの地点（西麻植小学校）より、南へ1.4km入ったところ。